# Nine Months
Nine Months (engl. für Neun Monate) ist eine US-amerikanische romantische Komödie aus dem Jahr 1995 und eine Neuverfilmung des 1994 produzierten französischen Spielfilms Neuf mois (Deutscher Titel: Neun Monate). Der Filmtitel bezieht sich auf die Dauer einer menschlichen Schwangerschaft.

## Handlung
Der Film handelt von dem Kinderpsychologen Samuel Faulkner, der absolut keine Kinder haben will. Daher ist er kaum begeistert, als seine Freundin Rebecca ihm eröffnet, dass sie schwanger ist. Er will aber nichts falsch machen.
Samuel und Rebecca besuchen Samuels Freund Sean Fletcher, einen Maler. Auch der alleinstehende Fletcher will keine Kinder haben. Seine Schwester Gail Dwyer und ihr Ehemann Marty haben bereits drei Töchter. Es kommt zum Familienstreit am Tisch.
Marty wünscht sich jetzt, da seine Frau erneut schwanger ist, einen Sohn. Er geht mit seiner Frau, sowie mit Samuel und Rebecca in einen Supermarkt, wo Marty Kinderspielzeug einkauft. Währenddessen offenbart Rebecca Gail, dass sie Angst davor habe, das Kind alleine großziehen zu müssen, da Samuel ihr noch nicht einmal einen Heiratsantrag gemacht habe.
Als Samuel einen Arzttermin von Rebecca vergisst, verlässt sie ihn und zieht zu Marty und Gail. Samuel bereut sein Verhalten und bereitet sich mit Hilfe von Büchern auf die Geburt vor. Als er hört, dass Rebecca kurz vor der Geburt ins Krankenhaus gebracht wurde, fährt er zu ihr und sie versöhnen sich.
Es kommt noch zu einigen Komplikationen bis zur gleichzeitigen Geburt der Kinder der beiden Paare. Gail bringt ein Mädchen zur Welt, Rebecca einen Jungen. Die beiden Väter vertragen sich wieder.

## Kritik
„Die auf platte Gefühligkeit und oft geschmacklosen Klamauk setzende Inszenierung vermeidet eine Auseinandersetzung mit existentiellen Fragen und beraubt sich durch ihre Einfallslosigkeit jeden Humors. Recht verlogen stimmt der Film ein „Hohelied“ auf die Familie an.“

„Vom frechen Witz der französischen Vorlage "Neun Monate" bleibt wenig. Regisseur Chris Columbus (...) setzt auf Klamauk.“

## Auszeichnungen
Robin Williams und Joan Cusack waren jeweils für einen American Comedy Award als lustigste Nebendarsteller nominiert, konnten ihn aber beide nicht gewinnen.